# Palacio de Congresos de París
El Palacio de Congresos de París (en francés: Palais des congrès de Paris) es una sala de conciertos, centro de convenciones y un centro comercial en el distrito 17 de París, la capital de Francia. El lugar fue construido por el arquitecto francés Guillaume Gillet, y fue inaugurado en 1974, cerca de la edificio están el Bois de Boulogne y el próspero barrio de Neuilly-sur-Seine. Las estaciones de metro y RER más cercanas son Porte Maillot y Neuilly - Porte Maillot, accesibles a través de los niveles inferiores del edificio. El centro comercial cuenta con algunos de los principales minoristas estadounidenses, como Sephora y Starbucks. Sus partes principales consisten en el Gran Anfiteatro con 3.723 asientos, el Anfiteatro Burdeos con capacidad para 650 y estudio de televisión.
En 1978 albergó el Festival de Eurovisión.